# Jimi by Himself: The Home Recordings
Albums de Jimi Hendrix
Blues (album de Jimi Hendrix)
(1994) Voodoo Soup
(1995)
Jimi by Himself: The Home Recordings n'est pas à proprement parler un album de Jimi Hendrix : c'est un CD qui accompagnait la première édition de Voodoo Child: The Illustrated Legend of Jimi Hendrix, une bande dessinée signée Martin I. Green (textes) et Bill Sienkiewicz (dessins) publiée en 1995 par Penguin Studio Books. Avec l'aval d'Alan Douglas donc.

## Les titres
Les six pistes sont :
1. 1983... (A Merman I Should Turn to Be)
2. Angel
3. Cherokee Jam
4. Hear My Train A'Comin'
5. Voodoo Chile/Cherokee Mist
6. Gypsy Eyes

## Des démos de Electric Ladyland
Le CD présente quelques démos enregistrées par Hendrix au printemps 1968 dans la perspective de ce qui allait devenir Electric Ladyland. 
Sur les 6 titres, seule la moitié se retrouvera sur le dernier album de The Jimi Hendrix Experience. Ce ne sont pas forcément les démos les plus abouties qui seront retenues : Angel était presque terminée alors que Gypsy Eyes va connaître de drastiques changements par la suite.
Contrairement à ce qui est indiqué sur les nombreux pirates qui reprendront l'intégralité de ces enregistrements, Hendrix ne joue pas de guitare acoustique, mais d'une guitare électrique en son clair. Notons enfin l'excellente qualité audio de ces démos, enregistrées live par Hendrix lui-même, en stéréo.